# Oecophylla smaragdina
Oecophylla smaragdina (Fabricius, 1775) è una formica della sottofamiglia Formicinae, diffusa nella zona tropicale dell'Australasia.

## Distribuzione e habitat
L'areale di O. smaragdina si estende dall' India meridionale, attraverso il sud-est asiatico, sino all'Australia settentrionale.

## Biologia
Sono formiche arboricole che si caratterizzano per una tecnica di costruzione dei nidi molto sofisticata: le operaie formano delle lunghe catene e accostano tra di loro i lembi delle foglie, incollandoli con le secrezioni sericee prodotte dalle larve.

## Uso gastronomico
In alcuni paesi del sud est asiatico le larve di Oecophylla smaragdina sono considerate un cibo prelibato e sono usate come ingrediente per la preparazione di zuppe, insalate, snack.